# Johann Friedrich Andreas Eichelberg
Johann Friedrich Andreas Eichelberg (* 11. März 1808 in Bramsche; † 25. April 1871 in Genf) war  ein deutscher Naturwissenschaftler (u. a. Mineraloge, Kristallograph und Petrologe).
Eichelberg war 1835 bis 1837 Lehrer an der Bezirksschule Liestal und 1837 bis 1850 Lehrer für Naturgeschichte und Warenkunde an der Industrieschule Zürich (Kantonsschule Zürich). 1841 bis 1859 war er Privatdozent für Mineralogie und Naturgeschichte an der Universität Zürich.
Am 15. Oktober 1845 wurde er mit dem Beinamen Blumenbach II. zum Mitglied der Leopoldina gewählt.

## Schriften
- Naturgetreue Abbildungen und ausführliche Beschreibungen aller in- und ausländischen Gewächse, welche die wichtigsten Producte für Handel und Industrie liefern, als naturgeschichtliche Begründg der merkantilischen Waarenkunde, Zürich: Meyer und Zeller 1845, Google Books
- Genetischer Grundriß der Naturgeschichte. Ein kurzgefaßtes Lehr- und Handbuch für höhere Lehranstalten, Wien 1855, Google Books